# حزام كايبر

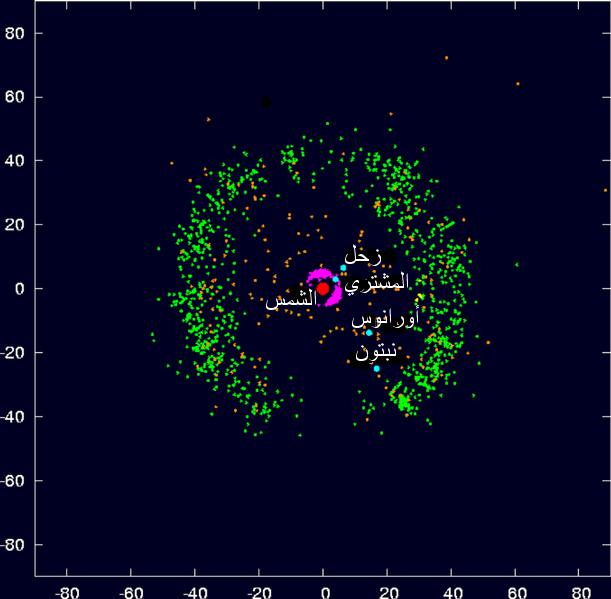
صورة توضح توزيع الأجرام في النظام الشمسي الخارجي، حيث تظهر الكواكب الثمانية في الصورة بلون أزرق والشمس بلون أحمر ويظهر قريبًا منها حزام الكويكبات الرئيسي باللون البنفسجي. أما أجرام حزام كايبر فتظهر باللون الأخضر وأجرام القرص المبعثر بالبرتقالي.

حزام كايبر (بالإنكليزية: Kuiper belt؛ نقحرة: كايْبِر وفق اللفظ الإنجليزي؛ بالرغم من أن الاسم يكتب غالبًا بالعربية باستخدام اللفظ الهولندي: حزام كويبر) ويُسمى أيضاً حزام إدجوورث، هو منطقة من النظام الشمسي تتكون من الأجسام المتجمدة والصخور، تمتد من عند كوكب نبتون (30 وحدة فلكية (و.ف) إلى ما يقارب 55 و.ف بعيدة عن الشمس. وهو مشابه لحزام الكويكبات الواقع بين كوكبي المريخ والمشتري مع أنه أعرض منه بعشرين مرة وأضخم منه بما بين 20 و200 مرة. وكما حزام الكويكبات، يتكون حزام كايبر بشكل أساسي من أجسام صغيرة أو بقايا من مراحل تكون النظام الشمسي الأولية، لكن الأجسام في حزام الكويكبات تتكون بشكل رئيسي من الصخور والمعدن بينما تلك في حزام كايبر تتكون من «مواد متطايرة متجمدة»، هي مركبات كيميائية ذات نقطة غليان منخفضة تتواجد في القشرة أو الغلاف الجوي لبعض الكواكب والأقمار، وهي تسمى أيضا «بالجليدية»، ومن شاكلتها الميثان والأمونيا والماء، ويحتوي هذا الحزام على ثلاثة كواكب قزمة على الأقل هي: بلوتو وهاوميا وماكيماكي. وأمكن رؤية 600 جسم بالحزام حتى عام 2005 ويتوقع الفلكيون وجود 100 ألف جسم بالحزام بقطر أكبر من 50 كيلومتر، علاوة على مليارات المذنبات التي تدور هناك. ويتوقع العلماء أن أجسام الحزام تتكون من جليد الماء والصخور وبعض المواد العضوية المعقدة، ولونها يتدرج من الرمادي والأحمر وأسطحها غامقة تمامًا وتعكس ما تتراوح نسبته بين 3% و25% من كمية الضوء الساقط عليها. وتصل درجة الحرارة عليها إلى -220 درجة مئوية ولا تتعدى الصفر.
منذ اكتشاف أجرام حزام كايبر لأول مرة في عام 1992 (حيث لم تكن هناك أجرام معروفة غير بلوتو وقمره في المنطقة سابقاً، مما جعل وجود الحزام أمراً غير مؤكد) ازداد عدد المعروفة منها إلى الآلاف، ويُعتَقد أنها تزيد عن 70,000 جرم بقطر فوق 100 كيلومتر. كان يُعتقد في البداية أن حزام كايبر هو المصدر الرئيسي للمذنبات الدورية بالنظام الشمسي، لكن الدراسات من أواسط التسعينيات أظهرت أنه منطقة مستقرة ديناميكيًا، مما ينفي هذا الاحتمال، وقد اكتشف لاحقًا ما يُعرف بالقرص المبعثر، وهي منطقة مضطربة ديناميكيًا تكوّنت بفعل هجرة نبتون الخارجية قبل 4.5 مليارات سنة، وقد أُثبتَ أنها المصدر الرئيسي الحقيقي للمذنبات الدورية. تشبه أجرام القرص المبعثر مثل إريس أجرام حزام كايبر لكنها ذات مدارات كبيرة للغاية لدرجة أنها ربما تبتعد عن الشمس مسافة 100 و.ف. وأحيانًا تستطيع الشمس جذبها إلى النظام الشمسي الداخلي مما يجعلها من كواكب القنطور الصغيرة ومن ثم مذنبات دورية. ويُعتقد أيضًا أن بعض أقمار النظام الشمسي مثل قمر نبتون: ترايتون، وقمر زحل: فويب قد وُلدت في هذه المنطقة.
بلوتو هو أكبر أجرام حزام كايبر المعروفة، وكونه جزءًا من حزام كايبر هو ما تسبب بإعادة النظر بتصنيفه ككوكب أما كوكب قزم، فتركيبه وبُنيته مشابهة للعديد من أجرام حزام كايبر الأخرى. ومدة دورته حول الشمس مماثلة لأجرام من حزام كايبر تسمى «البلتينوات»، وأيضًا الكواكب القزمة الأربعة المعروفة حاليًا الواقعة خلف نبتون والتي تسمى «البلوتيات»، وهو منها.
بعد التصنيفات الجديدة لأجرام النظام الشمسي التي وضعها الاتحاد الفلكي الدولي عام 2006، أصبحت كل أجرام حزام كايبر تقريبًا تُصنّف على أنها «أجرام النظام الشمسي الصغيرة»، ما عدا ثلاثة استثناءات فقط أصبحت تصُنّف على أنها كواكب قزمة، وهذه الاستثناءات هي: بلوتو وهاوميا وماكيماكي. يخلط العديد من غير المختصين بين حزام كايبر وسحابة أورط الافتراضية التي تبعد آلاف أضعاف ما يبعده حزام كايبر عن الشمس. وتُسمى جميع الأجرام ضمن حزام كايبر والقرص المبعثر وسحابة أورط «أجرام ما وراء نبتون».

## التاريخ

### الفرضيات

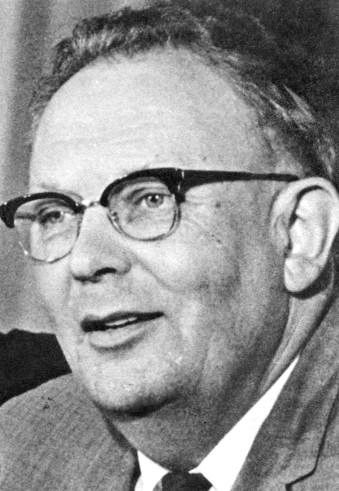
الفلكي جيرارد كايبر والذي سُمي الحزام نسبة إليه.

كان أول جسم يكتشف في الحزام هو بلوتو في عام 1930، ومنذ ذلك الوقت افترض عدد من العلماء أن هناك مزيدًا من الأجرام المشابهة له. كان فريدريك ليونارد أول عالم افترض أنه يوجد حزام من الكويكبات خلف كوكب نبتون، وفي عام 1943 كتب كِنِث إدجوُورْث مقالاً في صحيفة «الجمعية الفلكية البريطانية» يقول فيه أن المادة في السديم الشمسي الذي تشكل منه النظام الشمسي كانت أكبر بكثير من أن تتكثف إلى تسعة كواكب فقط، وأنه لا بد من وجود حزام خلف كوكب نبتون تملؤه آلاف الأجرام الصغيرة نسبيًا، وافترض أيضًا أنه من وقت لآخر يخرج أحد الكويكبات من الحزام وينجذب إلى النظام الشمسي الداخلي حيث الكواكب، ويصبح بذلك مذنبًا.
في عام 1951 كتب جيرارد كايبر مقالاً في مجلة الفيزياء الفلكية خمّن فيه وجود قرص تكوّن خلال المراحل الأولى من تطور النظام الشمسي، لكنه لم يصدق أن هناك حزامًا ما زال موجودًا حتى العصر الحالي. وقد كان هناك افتراض سائد في أيام كايبر مفاده أن بلوتو بحجم الأرض، وبناءً على ذلك استنتج كايبر أن الحزام قد ولد من سحابة أورط، لكن المكان الذي افترض كايبر وجود الحزام فيه كان مكانًا غير الذي حدده العلماء اليوم.
وبعد ذلك جاءت العديد من الفرضيات عن وجود الحزام وعن كيفية تكونه. ثم اكتشف شارل كُووَل أول كويكب من كواكب القنطور الصغيرة، والذي أُطلقت عليه تسمية «شيرون 2060»، في عام 1977، وقد كان جسمًا جليديًّا يقع بين مداري زحل وأورانوس، وقد اكتشفه بواسطة آلة المقارنة الوميضية (آلة تستخدم لمقارنة صور الأجرام الظاهرة في صورة للسماء). كان مدار هذه الأجرام غير مستقر ويبلغ عمره بضعة ملايين من السنين فقط، ومنذ اكتشاف شيرون عرف الفلكيون أنه لابد من وجود أجرام مشابهة في المنطقة الواقعة خلف نبتون. وقد جاءت عدة أدلة بعد ذلك حتّمت وجود هذا الحزام.

### الاكتشاف

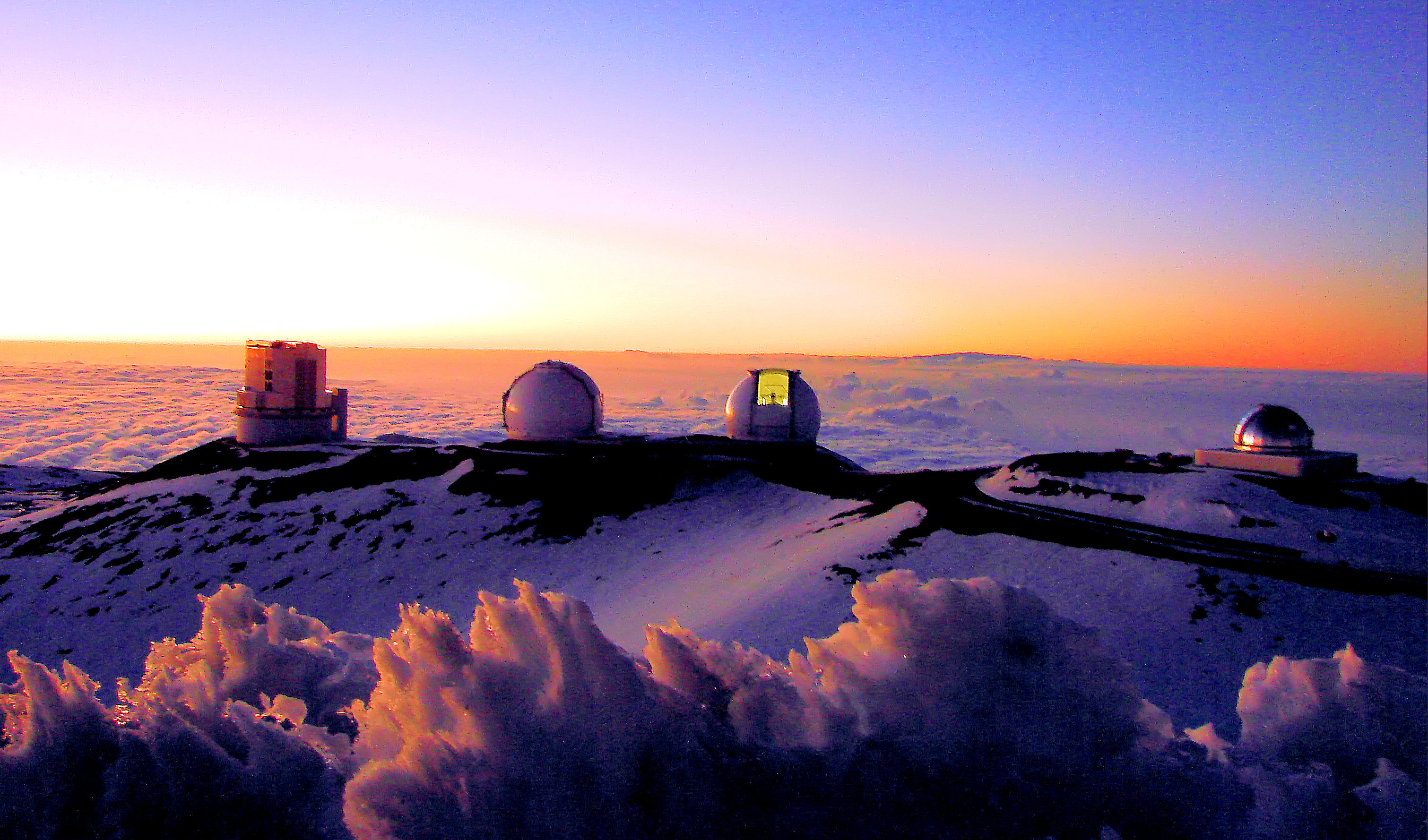
مرصد مونا كيا حيث أنهى جيوت ولو بحثهما وأثبتا وجود حزام كايبر.

في عام 1987 بدأ الفلكي دافيد جيوت من معهد ماساتشوستس للتقنية بمحاولة تحديد موقع جرم كان يُعتقد أنه يقع خلف كوكب بلوتو. وبعد ذلك أقنع الخريجة جين لو بمساعدته في ذلك بقوله: «إذا لم نفعل ذلك فلن يفعله أحد». وباستخدام مقراب مرقب قمة كِت في أريزونا ومرقب كِرّو تولولو في التشيلي، واكَب جيوت ولو بحثهما باستخدام آلة المقارنة الوميضية. كان فحص كل صفيحة من صفائح آلة المقارنة الوميضية يتطلّب ثمانية ساعات في البداية، لكن العمل تسارع مع ظهور «أجهزة الشحنة المضاعفة» (CCD)، وهي أسهل أنواع اللواقط الضوئية صنعًا، ذات حساسية النور الأعلى، فبالرغم من أن حقل الرؤية فيها أضيق إلا أنها كانت كافية لجمع الضوء (تلتقط 90% من الضوء الذي يصل إليها بينما كانت الصور الضوئية تلتقط 10% منه فقط).
في عام 1988 توجه جيوِت إلى المعهد الفلكي لجامعة هاواي، وتبعته لو في وقت لاحق للعمل في جامعة هاواي وقاما بالرصد بواسطة مقراب يبلغ قطره 2.24 مترًا في مرصد مونا كيا. ابتكر العلماء في تلك الحقبة أجهزة شحة مضاعفة ذات حقل رؤية أكبر في حسّاساتها، ويصل إلى 1024 × 1024 بكسل، مما جعل العمل يستمر بوتيرة أسرع. وأخيراً بعد خمس سنوات من الدراسة وفي يوم 30 آب سنة 1992، أعلن جيوت ولو رسميًا عن اكتشاف جرم مرشح لأن يكون ضمن حزام كايبر: "(15760) 1992 QB1"، وقد كان ثالث جُرم يُكتشف في حزام كايبر بعد بلوتو وقمره «شارون».

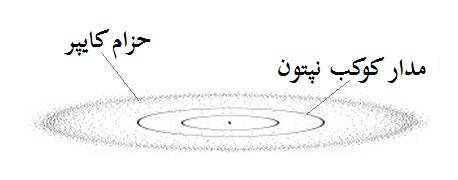
حزام كايبر وموقعه بالنسبة لمدار نبتون(مقياس رسم اختياري)

أظهرت الدراسات التي جرت منذ تخطيط منطقة ما وراء نبتون لأول مرة أن ما يسمى بحزام كايبر ليس منطقة ولادة المذنبات الدورية في الحقيقة، بل هي منطقة منفصلة ومرتبطة بنفس الوقت مع الحزام تُسمى «القرص المُتفرق»، وقد تكوّن القرص المبعثر عندما هاجر كوكب نبتون ما يُعرف «بالهجرة الخارجية» إلى أطراف حزام كايبر الأولي، حيث كان نبتون في ذلك الوقت أكثر قربًا من الشمس لكنه هاجر إلى الأطراف الخارجية للنظام الشمسي مما سبب اضطرابًا كبيرًا في مدارات الأجرام في منطقة حزام كايبر وما قربه بعد أن كانت مستقرة. وكانت بعض الأجرام في المنطقة التي تقترب من الشمس بشكل كاف تُسحب وتُبعثر من قبل كوكب نبتون أثناء دورانه حول الشمس (وهذا ما يُعرف بالقرص المُتفرق). وبسبب أن القرص المُبعثر مُضطرب ديناميكيًا وأن حزام كايبر مستقرٌ ديناميكيًا بشكل نسبي، يُعتبر القرص المُبعثر الآن أكثر الأماكن مثالية لأن يكون منبع المذنبات الدورية.

### الاسم
يَستخدم الفلكيون أحيانًا الاسم البديل لهذا الحزام وهو ""حزام إدجوورث-كايبر"" وذلك لتكريم إدجوورث أيضًا. بالرغم من هذا، فإن برايان مارسدن يَدعي أن كليهما لا يَستحقان الشرف الحقيقي، حيث يقول: «كلا كايبر وإدجوورث كتبا شيءًا بعيدًا عما نراه اليوم، لكن فريد ويبول كتب شيءًا يُشبهه». وعلى العكس من ذلك، علّق ديفيد جويت بأنه «مهما كان.. فإن فرناندز هو أكثر من يَستحق التكريم على التنبؤ بوجود حزام كايبر». يُستخدم مصطلح «جرم وراء نبتوني» لوصف أجرام الحزام من قِبل العديد من المجموعات العلمية لأنه أقل إثارة للجدل من جميع المصطلحات الأخرى، وذلك بالرغم من أنه ليس مرادفًا حقيقيًا لتلك المصطلحات، فالأجرام وراء نبتونية تتضمن جميع الأجرام التي تدور حول الشمس خلف مدار نبتون، بما في ذلك القرص المبعثر وسحابة أورط.

## النشأة

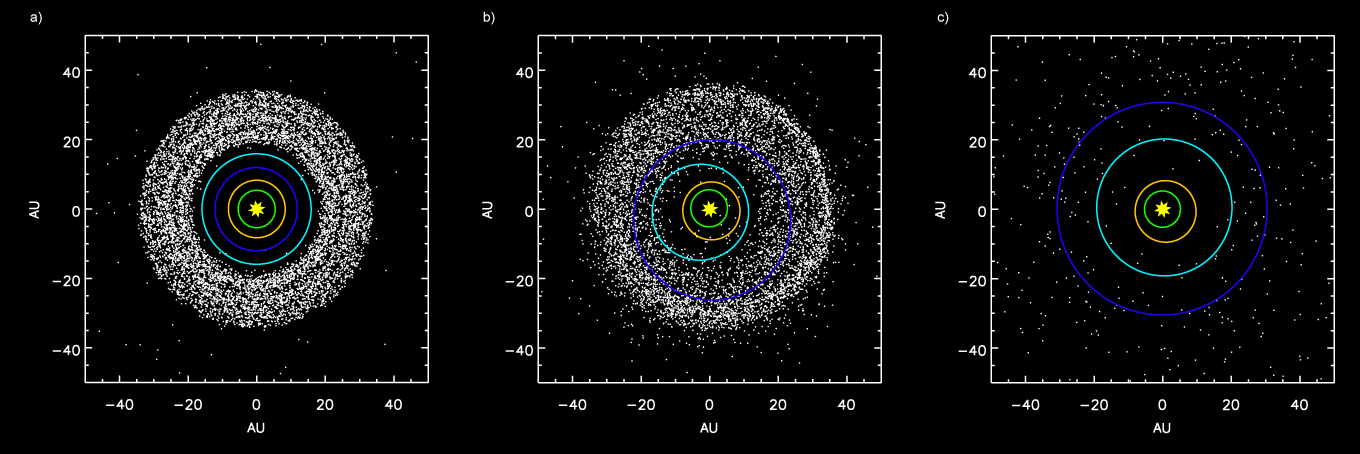
محاكاة تُظهر حزام كايبر والكواكب الخارجية: '- أ -' قبل أن يصل مقياس رنين زحل إلى 1:2 بالنسبة للمشتري. '- ب -'تبعثر أجرام حزام كايبر بعد هجرة نبتون. '- جـ -'بعد قذف أجرام حزام كايبر بواسطة المشتري.

لا تزال البداية الدقيقة لحزام كايبر وتركيبه المعقد غير واضحة حتى الآن، وينتظر الفلكيون حاليًا اكتمال تصنيع «مراقب حقول مسح واسعة» (بالإنجليزية: Wide-field survey telescopes)‏ مختلفة مثل «بان ستاررز» (بالإنجليزية: Pan-STARRS)‏ والتي يعتقد بأنها سوف تساعد على كشف العديد من أجرام حزام كايبر غير المعروفة حاليًا، وهذه المراقب سوف تزوّد العلماء بمعلومات من شأنها أن تساعد على إيجاد إجابات عن هذه الأسئلة المتعلقة بحزام كايبر وبدايته.
يُعتقد أن حزام كايبر يتألف من كواكب مصغرة: وهي شظايا من قرص كوكبي أولي كان يحيط بالشمس لكنه فشل بأن يندمج تمامًا ويتحوّل إلى كواكب، فتحول بدلاً من ذلك إلى عدد هائل من الأجسام الصغيرة أكبرها يبلغ قطره أقل من 3,000 كم.
تُظهر المحاكاة الحاسوبية الحديثة أن حزام كايبر تأثر جدًا بجاذبية كل من المشتري ونبتون. وتوحي أيضًا بأن كلاً من أورانوس ونبوتون قد تكونّا في مكان ما خلف زحل من مادة بدائية صغيرة للغاية. ولكن يُعتقد بدلاً من ذلك أن هذين الكوكبين كانا أقرب إلى المشتري عندما تكوّنا ومن ثم هاجرا إلى الأطراف الخارجية للنظام الشمسي خلال مراحل تكونه المبكرة. وأثناء دوران نبتون حول الشمس في مداره الجديد تسبب باضطراب كبير لمدارات العديد من الكواكب المصغرة مما جعل شذوذها المداري عاليًا مما تسبب بعدم التحامها وتكوينها لكواكب جديدة. وفي جميع الأحوال فإن أكثر النماذج قبولاً حاليًا لا يزال يفشل في حساب العديد من الأشياء المتعلقة بحزام كايبر.

## البُنية

صورة تُبين أكبر أجرام حزام كايبر (بنسبها الطبيعية) التي تقع على بُعد 75 وحدة فلكية تقريبًا من الشمس.

يمتد حزام كايبر في أقصاه - بما في ذلك مناطقه «النائية» - على مسافة تتراوح بين 30 إلى 55 وحدة فلكية عن الشمس تقريبًا، أي أنه يمتد على مسافة 15 وحدة فلكية تقريبًا. والجزء الرئيسي منه يمتد عمومًا من نقطة الرنين 2:3 عند مسافة 39.5 و.ف من الشمس إلى نقطة الرنين 1:2 على بعد 48 و.ف من الشمس تقريبًا. حزام كايبر حزام شديد الكثافة حيث أن الجزء الرئيسي منه يغطي عشر درجات، وهناك أجرام آخرى تتبعه منتشرة في مناطق أوسع لكن بكثافة قليلة نسبيًا، وهو يشبه في شكله شكل الحلقة أكثر من الحزام، ويميل بحوالي 1.86 درجة عن دائرة البروج.
وجود كوكب نبتون له تأثير كبير على بنية حزام كايبر وذلك بسبب «رنينه المداري». سببت جاذبية نبتون اضطرابًا في مدار أي جرم يقترب منه إلى حد معين طيلة زمن طويل، يقول العلماء أنه قريب من عمر النظام الشمسي، فإما أن يجذب الجرم إلى النظام الشمسي الداخلي أو أن يقذفه بعيدًا إلى القرص المبعثر أو الفضاء البينجمي، ولهذا السبب يُلاحظ حاليًا وجود فجوات عديدة في حزام كايبر تتشابه و«فجوات كِركوود» في حزام الكويكبات. وفي منطقة الحزام الواقعة على مسافة تتراوح بين 40 و42 و.ف (320 و336 دقيقة ضوئية) من الشمس، لا يمكن لأي جرم من أجرام الحزام أن يحافظ على مدار مستقر، لمدة من الزمن على الأقل، ويقول الخبراء أن أي جسم في تلك المنطقة لا بد أنه هاجر إليها بوقت حديث نسبيًا.

### الحزام التقليدي
يكون تأثير جاذبية نبتون تأثيرًا بسيطًا في منطقة الحزام الواقعة على مسافة تتراوح بين 42 و48 و.ف تقريبًا (336 و384 دقيقة ضوئية)، ولا يوجد اضطراب كبير في مدارات الأجرام هناك. وتسمى هذه المنطقة «حزام كايبر التقليدي»، والأجرام فيها تُمثل ثُلثي أجرام حزام كايبر المُكتشفة حتى اليوم تقريبًا. يبدو أن أجرام حزام كايبر التقليدي تتألف من نوعين مختلفين: أجرام النوع الأول تسمى «الأجرام الباردة ديناميكيًا» وهي ذات مدارات شبيهة بمدارات الكواكب، فهي دائرية تقريبًا وتصل نسبة شذوذها المداري لأقل من 0.1، وميل مداراتها قليل نسبيًا يصل إلى 10ْ (حيث أنها قريبة من «سهل النظام الشمسي» - وهي زاوية مدارات معظم الكواكب الثمانية ولذلك سميت بالسهل -). أما النوع الثاني فيسمى «الأجرام الساخنة ديناميكيًا» وهي ذات مدارات تميل عن دائرة البروج بزاوية يمكن أن تصل إلى 30ْ. وهذان النوعان لم يُسميا نسبة إلى حراتهما بل لأسباب أخرى. والنوعان لا يمتلكان مدارات مختلفة فقط بل تركيبًا مختلفًا: الأجرام الباردة أكثر احمرارًا من الساخنة ويُعتقد أن سبب هذا هو أنها تكونت في منطقة مختلفة. ويُعتقد أن الأجرام الساخنة قد ولدت في منطقة قريبة من المشتري وقد قُذفت إلى الأطراف الخارجية للنظام الشمسي بسبب حركتها بين العمالقة الغازية.

### الرنين

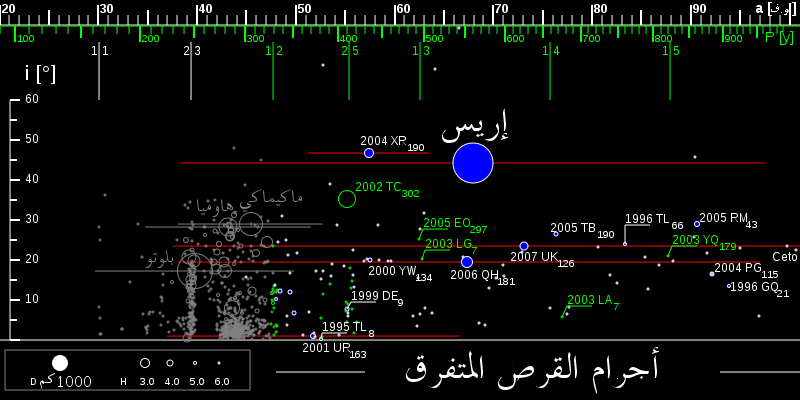
صورة تبيّن أحجام أجرام حزام كايبر والقرص المتفرق التي تقع على مسافة بحدود 100 و.ف من الشمس بنسبها الطبيعية، ويَظهر أسفل وفوق بلوتو عدد من "البلتنوات" التي سُميت نسبة إليه لأنها تملك نفس رنينه المداري.

عندما تكون مدة دوران جرم حول الشمس هي نسبة دقيقة من مدة دوران نبتون (أو أي جرم آخر) فحينها يصبح هناك تزامن ثابت في الحركة بينه وبين الجرم مما يسبب اضطرابًا في حركة الجرم إذا كان على قرب مناسب من نبتون. ومثال ذلك: جرم يدور حول الشمس مرتين كل ثلاث دورات يقوم بها نبتون، ثم كلما عاد الجرم إلى موضعه الأصلي فسوف يكون دائمًا على بُعد نصف مدار من نبتون. وبالتالي فإن رنين هذا الجرم هو 2:3 (أو 3:2) وبما أن رنين هذا الجرم هو 2:3 بالنسبة لنبتون فهو يبعد عن الشمس مسافة 39.4 و.ف في نصف محوره الأكبر. ويسكن منطقة الرنين هذه 200 جرم معروف من حزام كايبر، منها بلوتو وأقماره، ويُعرف بقية أعضاء هذه العائلة (الموجودة في هذه المنطقة) بالأجرام البلتينوية. والعديد من البلتينوات - بما في ذلك بلوتو - تملك مدارات متقاطعة مع مدار نبتون، لكن بالرغم من ذلك فرنينها المداري يعني أنه من المستحيل أن تصطدم بنبتون. والعديد من الأجرام الأخرى مثل "90482 Orcus" و"28978 Ixion" كبيرة بما فيه الكفاية كي تصنف ضمن البلوتيات حين تتوافر معلومات أكثر بشأنها.
تملك البلتينوات شذوذًا مداريًا عاليًا مما يجعل الفلكيين يعتقدون بأنها لم تولد في مواضعها الحالية بل قُذفت إليها بسبب هجرة نبتون. وحسب «خطوط الإرشاد» التي وضعها الاتحاد الفلكي الدولي، فالبلتينوات يجب أن تتسمى مثل بلوتو على أسماء آلهة العالم السفلي. تتميز أجرام المنطقة ذات الرنين 1:2 (التي تكمل أجرامها نصف دورة لكل دورة لنبتون) نصف محور كبير يبلغ 47.7 و.ف.
تغيب الأجرام ذات نصف المحور البالغ في قطره أقل من 39 و.ف عن الحزام، الأمر الذي لا يُمكن أن يُفسر بالرنين الحالي للمنطقة. الفرضية المقبولة حاليًا هي أن سبب هذا هو أنه عندما هاجر نبتون إلى الخارج تسبب بتحريك رنين مداري غير مستقر تدريجيًا، أي مع انتقال موقعه تغير رنينها المداري تدريجيًا وأصبح غير مستقر عبر هذه المنطقة مما أدّى إلى قذف الأجرام التي كانت فيها.

### الكتلة
تنص أكثر نظريات ولادة النظام الشمسي قبولاً على أن أجرام حزام كايبر - كما الكويكبات والمذنبات والكواكب الصخرية - تكونت بعد ولادة الشمس بمدة قصيرة قبل 4.6 مليارات سنة. حيث تجمعت واتحدت بقايا الغاز والغبار في القرص الكوكبي الأولي مكونة أجرامًا أكبر فأكبر. وبسبب هذا التكرار في التصادم داخل حزام كايبر فإن كتلة الأخير يجب أن تفوق كتلة الأرض بحوالي 10 أضعاف، وهذه المادة ستكون ضرورية لإعطاء فرصة لحدوث الاصطدامات التي نتج عنها تكوّن العديد من الأجرام الكبيرة في الحزام. لكن رصد حزام كايبر جاء بنتائج تفيد بأنه لا يحتوي على أكثر من عُشر كتلة الأرض، وحاولت بعض البحوث تفسير هذا بأنه لعلّ الاصطدامات بين أجرام حزام كايبر قد حوّلت معظم المادة فيه إلى غبار انجرف خارج النظام الشمسي.
لكن هذا التفسير لم يلق قبولاً كبيرًا، أما النظرية الجديدة فتنص ببساطة على أن المادة الإضافية لم تكن أصلاً في موقع حزام كايبر هذا. وينص بحث هارولد ليفيسيون هو وزميله على أن الجزء الخارجي من حزام كايبر قد كان سابقًا حيث يوجد نبتون حاليًا، أي على بعد 30 و.ف (4 ساعات ضوئية) عن الشمس. وفي تلك المنطقة كانت هناك مادة كافية لكي تتطور وتتضخم أجرام حزام كايبر، لكن عندما هاجر نبتون تسبب بتحريك العديد من الأجرام إلى الأطراف الخارجية للنظام الشمسي، حيث بقيت في مدارات مستقرة نسبيا على بعد 48 و.ف (6.4 ساعة ضوئية) عن الشمس.

## التركيب

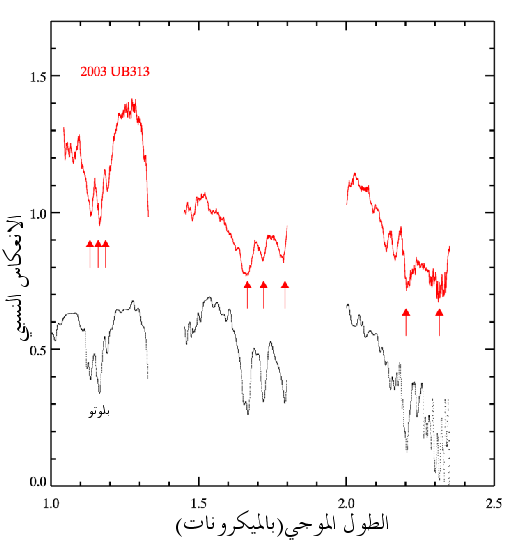
رسم بيانيّ لطيف الأشعة تحت الحمراء لكل من بلوتو وإريس.

تدل الدراسات التي أجريت على حزام كايبر منذ اكتشافه على أنه يتكوّن بشكل أساسي من الجليد، المكوّن بدوره من هيدروكربونات خفيفة مثل الميثان، الأمونيا والماء المتجمد، وهذا هو نفس تركيب المذنبات، وقد لوحظت قلة كثافة أجرام حزام كايبر ذات القطر المحسوب (أقل من 1غ لكل سنتيمتر مكعب) وهذا متوافق مع كون تركيبها جليديًا. تبلغ حرارة الحزام أقل من 50 كلفن، وبالتالي فالعديد من الأجرام التي ما زالت صلبة فيه سوف تتحول إلى غاز إذا ما اقتربت من الشمس.
يعتبر تحديد التركيب الكيميائي لأجرام حزام كايبر أمر في غاية الصعوبة، بسبب حجمها الصغير وبعدها الشديد عن الأرض. الطريقة الرئيسية التي يُحدد بها الفلكيون تركيب الأجرام السماوية هي المطيافية (بالإنجليزية: Spectroscopy)‏، فعندما ينكسر ضوء جرم إلى الألوان المكوّنة له يتكون شيء شبيه بقوس قزح. وهذا يسمى «بالطيف»، تمتص مواد مختلفة الضوء بأطوال موجيّة مختلفة، وحين يُوجّه الضوء على هذه المواد تظهر خطوط مظلمة تسمى «خطوط الامتصاص»، حيث تمتص المادة بعض الأطوال الموجية ممّا يجعل طيف الجرم غير كامل. وكل عنصر أو مركب يملك شكلاً طيفيًا خاصًا، وبتحليل «البصمة» الطيفية الكاملة لجرم ما يُمكن للفلكيين أن يحددوا ممّا يتركّب.
كان تحليل أحد أجرام حزام كايبر بشكل تفصيلي يُعتبر أمرًا مستحيلاً في السابق، ولم يكون الفلكيون قادرين إلا على تحديد معلومات أساسية جدًا تتعلق بتركيب أجرام الحزام (لونها بشكل أساسي)، حيث أن المعلومات كشفت أن هناك تعدداً كبيراً بالألوان بين أجرام الحزام يتراوح بين الرمادي الطبيعي والأحمر القاتم. وقد أظهرت المعلومات أيضاً أن أجرام الحزام تتكون من عدد كبير من المركبات، من الجليد إلى الهيدروكربونات، وقد كان هذا التنوّع يُسبب مشكلة للفلكيين لاعتقادهم بأن أجرام حزام كايبر متشابهة وقد خسرت معظم موادّها المتطايرة الجليدية نتيجة لتأثيرات الأشعة الكونية. وقد وُضعت تفسيرات مختلفة لهذا التناقض تتضمن تغيّر سطح الأجرام بواسطة اصطدامات أو تغزية (اندفاع بطيء لغاز كان متجمدًا أو ممتزًا في بعض المواد)، وفي جميع الأحوال، كشف تحليل جيوت ولو الطيفي لأجرام حزام كايبر المعروفة في عام 2001، كشف أن اختلاف الألوان يُمكن أن يُفسّر بسهولة بالاصطدامات العشوائية.
وبالرغم من ذلك فحتى اليوم لا تزال أطياف معظم أجرام حزام كايبر مجهولة بسبب خفوتها الشديد، وقد تم تحليل أطياف وتحديد تركيب عدد صغير منها فقط. في عام 1996 حصل روبرت براون على معلومات طيفية عن جرم حزام كايبر: "1993 SC"، وتدل المعلومات على أن تركيب سطحه مشابه بوضوح لتركيب بلوتو وتركيب قمر نبتون: ترايتون، إلى حد ما، حيث أنه يتضمن كميات كبيرة من الميثان المتجمد.

## تصنيف أجرام حزام كايبر

### البلوتيات
البلوتيات (بالإنجليزية: Plutoids)‏ هو اسم يُطلق على كواكب ما وراء نبتون القزمة، فقد طور الاتحاد الفلكي الدولي تصنيف الأجرام السماوية نتيجة لقرار إعادة تعريف كلمة «كوكب» عام 2006. أعلن الاتحاد الفلكي الدولي التعريف الرسمي للبلوتي في 11 يونيو سنة 2008، وهو:
| حزام كايبر | البلوتيات هي أجرام سماوية تدور حول الشمس بنصف محور كبير يفوق ذاك الذي يملكه نبتون. وتملك كتلة (أي الجاذبية التي تولدها الكتلة) كافية لجعل شكلها شبه كروي، ولا تستطيع تنظيف مدارها من الأجرام المجاورة. وتوابع الأجرام البلوتية لا تُعد بلوتيات. | حزام كايبر |

### البلتينوات
البلتينوات (بالإنجليزية: Plutinos)‏ هي من أجرام ما وراء نبتون، وتملك رنينًا مداريًا مع نبتون يعادل 2:3. وهذا يعني أنه لكل دورتين يتمهما البلتينوي حول الشمس يُتم نبتون ثلاثة. سميت البلتينوات باسمها نسبة لبلوتو حيث أن لها نفس رنينه المداري، فكلمة «بلتينو» تعني «البلوتوات (جمع بلوتو) الصغيرة». وسبب التسمية هو تشابه الرنين المداري فقط ولا يتضمن أي تشابه بالخصائص الفيزيائية: فقد اخترع المصطلح لوصف الأجرام التي تَصغر بلوتو حجمًا (ومن هنا سبب إضافة أداة التصغير) وتشابهه بالرنين المداري، وهذا النوع من الأجرام يتضمن بلوتو نفسه وأقماره.

### الكبيوانوات
الكبيوانوات (بالإنجليزية: Cubewano)‏، وتُسمى أيضًا «أجرام حزام كايبر التقليدي»، هي أجرام من حزام كايبر لا تملك رنينًا مداريًا مع نبتون، وذلك لأن ما يُسمى «بالكبيوانوات» هي أجرام تملك نصف محور كبير يتراوح بين 40 و47 و.ف. وعلى عكس بلوتو لا تتقاطع مدارات هذه الأجرام مع مدار نبتون. ومن أشهر الكبيوانوات: «ماكيماكي» (ثاني أكبر كبيوانو معروف)، و«كواوُر». وقد تم تصنيف ماكيماكي كبلوتي أيضًا، وكان هاوميا قد صُنف على أنه كبيوانو في عام 2006، لكن تصنيفه كذلك ألغي لاحقًا، وتمت إعادة تصنيفه كبلوتي.

### الهاوميّات
الهاوميات أو عائلة هاوميا، هي أجرام ما وراء نبتون الوحيدة التي تمثل «عائلة اصطدامية» (مجموعة من الأجرام نشأت عن اصطدام جرمين، وبالتالي فهي متشابهة بالتركيب)، حيث أنها العائلة الوحيدة من عائلات أجرام ما وراء نبتون التي يتشابه أفرادها بالخصائص المدارية والطيفية. وهذا ما يجعل الفلكيين يعتقدون بأنها نشأت عن اصطدام جرمين، ومن ثم فهي العائلة الاصطدامية الوحيدة ضمن الأجرام الوراء نبتونية.

### الأجرام المبعثرة
كانت أجرام القرص المبعثر في الأصل من أجرام حزام كايبر، ثم اضطربت وتبعثرت بسبب جاذبية نبتون. ونتيجة لهذا فإن شذوذها المداري عال حيث يُمكن أن يصل إلى 0.8، إضافة إلى أن مداراتها منحرفة كثيرًا عن سهل النظام الشمسي بسبب تبعثرها واضطراب مداراتها (فميل إريس مثلاً، يبلغ 44 درجة). وبالرغم من أن هذه الأجرام تملك حضيضًا على بُعد 30 و.ف من الشمس إلى أن نبتون ما زال يؤثر عليها بجاذبيته، وهو يتسبب بتغيير مداراتها على المدى البعيد. ومن ضمن أجرام هذا القرص ما يُصبح لاحقًا مذنبات دورية، حيث أنه يُعتقد أنه هو مصدرها. وأكبر أجرام هذا الحزام على الإطلاق والكوكب القزم الوحيد به هو إريس.

## الاستكشاف
في 19 كانون الثاني من سنة 2006 أُطلقت أول مركبة فضائية لاستكشاف حزام كايبر وهي: نيو هورايزونز، والتي يعني اسمها: «آفاق جديدة». ترأس المهمة «آلن ستِرن» من «معهد الأبحاث الجنوب غربي».
ومن المتوقع وصول المركبة إلى كوكب بلوتو في 14 تموز سنة 2015 حيث ستقوم بدراسته وإعطاء العلماء العديد من المعلومات حوله (وسوف تكون أول مركبة تصل إلى بلوتو). ومن ثم سوف تتابع رحلتها لاستكشاف المزيد من أجرام حزام كايبر والطيران قربها على مستوى منخفض، ولكن لم يُحدد ما هي بعد. لكن أي جرم من أجرام حزام كايبر سوف يَتم اختياره سوف يتراوح قطره بين 40 و90 كم وسوف يَكون أبيض أو رمادي اللون للمقارنة مع لون بلوتو المُحمرّ.

### أحزمة كايبر أخرى
بحلول عام 2006، حدد الفلكيون أقراصًا من الغبار حول تسعة نجوم أخرى غير الشمس يُعتقد أنها أحزمة تشبه حزام كايبر. ويَبدو أنها تقع ضمن تصنيفين: أحزمة عريضة - مع نصف قطر يَبلغ أكثر من 50 و.ف، وأحزمة ضيّقة (مثل حزام كايبر) مع نصف قطر يَتراوح من 20 إلى 30 و.ف وحدود واضحة نسبيًا.

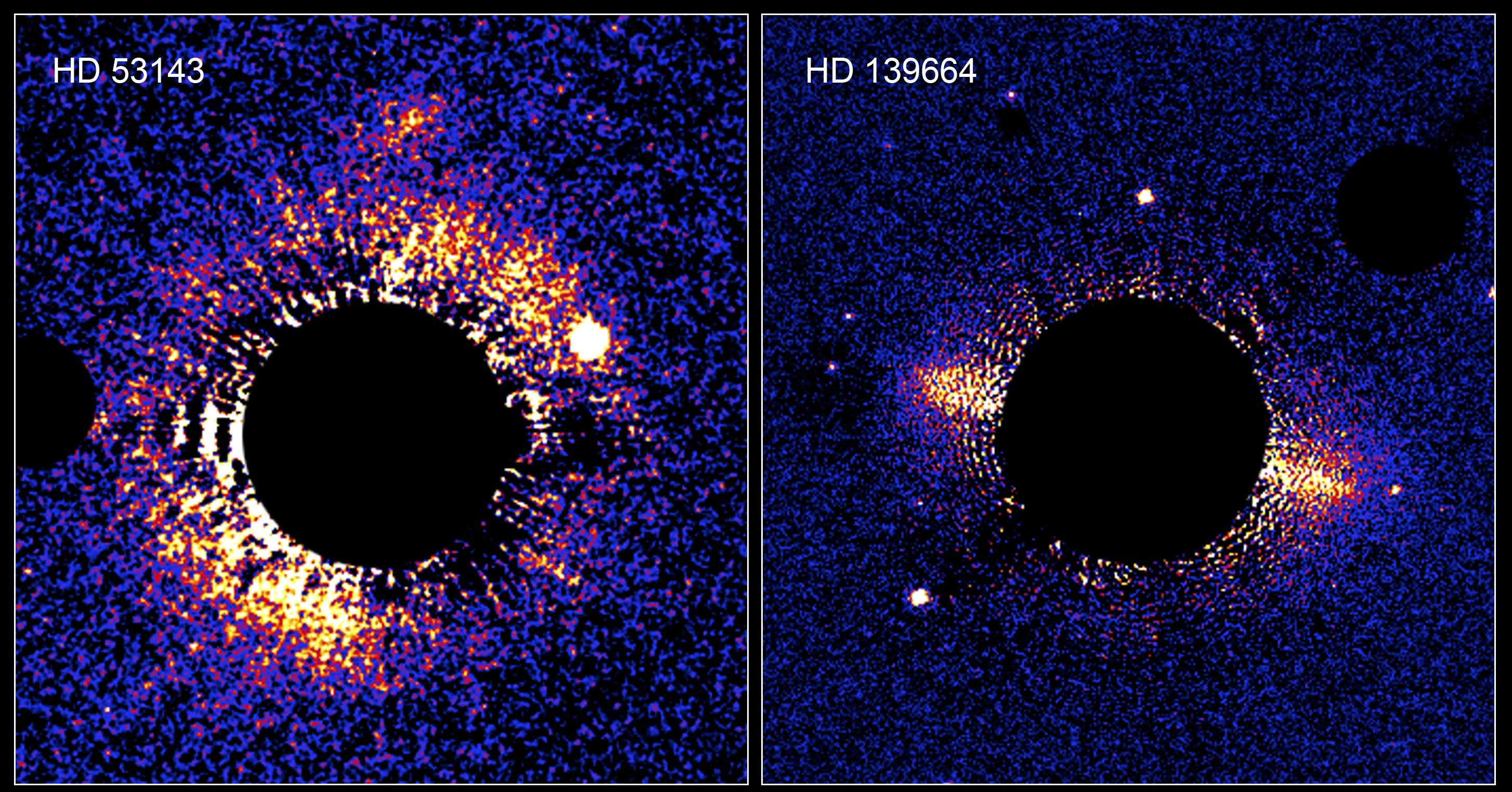
قرصا حطام حول نجمين HD 139664 وHD 53143. الصورة اليُسرى تُظهر «منظوراً علوياً» لحزام عريض، أما اليُمنى فهي «منظور جانبي» لحزام ضيّق. أما الدائرة السوداء في المنتصف فإن مُسببها هو كورونغراف آلة التصوير، والذي يَقوم بإخفاء النجم المركزي لكي يُتيح رؤية القرص الأخفت بكثير.

إضافة إلى هذا، يملك ما تتراوح نسبته بين 15% و20% من النجوم التي من نوع الشمس فيضًا مرصودًا بالأشعة تحت الحمراء، والذي يُعتقد أنه يُشير إلى وجود أقراص ضخمة تشبه حزام كايبر. كما أن معظم أقراص الحطام المعروفة حول النجوم الأخرى فتية بشكل معتدل، لكن بعضها قديم جدًا حيث يصل عمره إلى 300 مليون سنة تقريبًا، وبهذا يَكون قد وصل إلى هيئة مستقرّة.
تشير المحاكات المجراة بالحواسيب الجبارة للغبار في حزام كايبر إلى أنه عندما كان أصغر عمرًا، لعلّه كان يُشبه الأحزمة الضيّقة التي تُشاهد حول النجوم الفتية.

## وصلات خارجية
- تسمية حزام كايبر من صفحة الدكتور دافيد جيوت في جامعة هاواي.
- ملف حزام كايبر من صفحة استكشاف المجموعة الشمسية التابعة للناسا.
- الرسالة الإلكترونية الخاصة بحزام كايبر.
- مركز الكواكب الصغيرة: خريطة المجموعة الشمسية الخارجية، توضيح فجوة كايبر.
- الموقع الرسمي للاتحاد الفلكي الدولي (الجدال حول مسألة تصنيف الأجرام وراء نبتونية).
- مقالة من موقع الطبيعة تظهر رسمًا بيانيًا للمجموعة الشمسية الداخلية، حزام كايبر، وسحابة أورط.
- حزام كايبر من موقع «365 يومًا من علم الفلك».